# Mirror (dokumentarfilm)
|  | Denne artikel er oprettet af botten Steenthbot ud fra en ekstern database. Den kan derfor have sproglige fejl eller mangler. Denne skabelon kan fjernes efter kontrol af indholdet. |

 For alternative betydninger, se Mirror. (Se også artikler, som begynder med Mirror)
Mirror er en dansk dokumentarfilm fra 2009 instrueret af Joachim Ladefoged.

## Handling
Bodybuilding er den rendyrkede narcissisme. Mens løberen kæmper mod tiden, og vægtløfteren kæmper med vægtene, har bodybuilderen kun sit spejl. Træningsprogrammmer, diæter og timer og atter timer i et træningslokale er kun de ydre sider af en ekstrem disciplin og evig kamp for idealkroppen. En idealkrop som for de fleste mennesker synes absurd, men som ikke desto mindre har en fascinerende kraft. Ikke mindst fordi de fleste mennesker i den vestlige verden selv kender til jagten på den perfekte krop.